# Joug Stone
Koordinaten: 55° 0′ 14,2″ N, 5° 0′ 4,2″ W
Der Joug Stone (auch The Cairn Ryan Stane oder Thieves’ Stane genannt – nicht zu verwechseln mit The Thieves) steht in einer Cottagewand im Nordwesten von Cairnryan nahe der A77 an der Ostseite des Loch Ryan nördlich von Stranraer in Dumfries and Galloway in Schottland.
Der piktische Monolith, The Cairn Ryan Stane, der später als  The Jougs Stane bekannt wurde, ist heute Teil der Giebelwand zwischen der alten Polizeistation und dem angrenzenden Haus.
Der Menhir (englisch Standing stone) ist etwa 2,2 Meter hoch und 0,5 Meter breit und ragt an seiner Basis etwa 0,4 Meter von der Wand ab, wogegen er oben mit der Wand verschmilzt. Es ist mit einer Kalkschicht überzogen. Es sind keine Joche daran befestigt. In der Region ist er als  Joug Stone („Jochstein“) bekannt.
In der Nähe stehen weitere Menhire, Long Tom am Milldown Hill und der Taxing Stone in einem Trockenmauerwerkdamm am Little Laight Hill.